# Unfallkategorie
Als Unfallkategorie (in Deutschland) bzw. Unfallschwerekategorie (in der Schweiz) bezeichnet man in der Unfallforschung die schwerste Unfallfolge eines Verkehrsunfalls. In der Örtlichen Unfalluntersuchung wird die Unfallkategorie auf der physisch oder elektronisch geführten Unfallsteckkarte in Form von verschieden großen Markierungen wiedergegeben.

## Deutschland

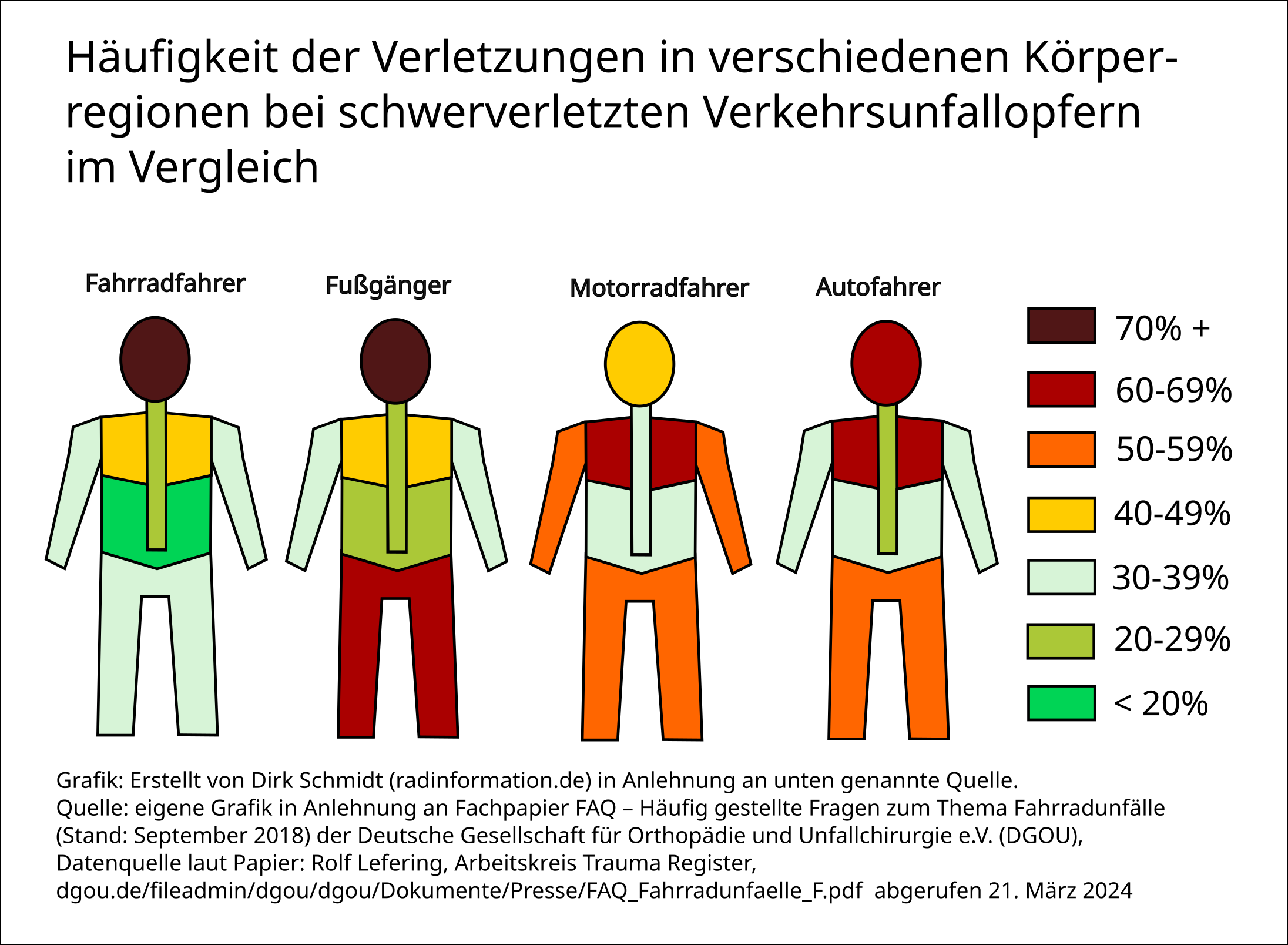
Häufigkeit der Verletzungen in verschiedenen Körperregionen bei schwerverletzten Verkehrsunfallopfern im Vergleich

Es werden sechs Unfallkategorien unterschieden. Die Unfallkategorien 1–3 bezeichnen Unfälle mit Personenschaden, die Kategorien 4–6 Unfälle mit Sachschaden. Die Kriterien für die Einteilung der Personenschäden in die Kategorien kann dabei von Land zu Land variieren.
- UK 1: Unfall mit Getöteten. Als Getöteter gilt ein Verunglückter, der innerhalb von 30 Tagen nach einem Verkehrsunfall an den Unfallfolgen verstirbt.
- UK 2: Unfall mit Schwerverletzten. Als Schwerverletzter gilt ein Verunglückter, bei dem durch die Unfalleinwirkung ein Krankenhausaufenthalt von mehr als 24 Stunden erforderlich war und der 30 Tage nach dem Unfall noch am Leben war.
- UK 3: Unfall mit Leichtverletzten. Als Leichtverletzter gilt ein Verunglückter, bei dem durch die Unfalleinwirkung ärztliche Behandlung oder ein Krankenhausaufenthalt von unter 24 Stunden erforderlich war.
- UK 4: Unfall mit schwerwiegendem Sachschaden, bei dem eine bedeutende Ordnungswidrigkeit oder eine Straftat als ursächlich anzunehmen ist und mindestens ein Kfz von der Unfallstelle abgeschleppt werden muss. Dies gilt auch für Unfälle unter dem Einfluss von Alkohol oder anderer berauschender Mittel.
- UK 5: Sonstiger Unfall mit Sachschaden ohne Einwirkung von Alkohol und anderer berauschender Mittel ohne Straftatbestand oder bedeutende Ordnungswidrigkeit unabhängig davon, ob alle Kfz fahrbereit sind oder mit Straftatbestand oder bedeutender Ordnungswidrigkeit und alle Kfz waren fahrbereit.
- UK 6: Sonstiger Unfall mit Sachschaden, unter Alkoholeinfluss oder unter Einfluss anderer berauschender Mittel, bei dem alle Kfz fahrbereit sind.

## Schweiz
In der Schweiz werden folgende Unfallschwerekategorien unterschieden:
- U(G): Unfall mit Getöteten
- U(SV): Unfall mit Schwerverletzten
  - Unfall mit lebensbedrohlich Verletzten
  - Unfall mit erheblich Verletzten
- U(LV): Unfall mit Leichtverletzten (Unfall mit leichtem Personenschaden, d. h. Unfall mit mindestens einer leichtverletzten Person, aber keinem Getöteten oder Schwerverletzten)
- U(SS): Unfall mit nur Sachschaden

Teilweise werden folgende abgeleitete Kategorien ausgewertet:
- U(G+SV+LV): Unfall mit Personenschaden
- U(G+SV): Unfall mit schwerem Personenschaden, d. h. Unfall mit mindestens einer getöteten oder schwerverletzten Person